# Aire urbaine de Romilly-sur-Seine
L'aire urbaine de Romilly-sur-Seine est une aire urbaine française centrée sur la ville de Romilly-sur-Seine.

## Caractéristiques
D'après la définition qu'en donne l'INSEE, l'aire urbaine de Romilly-sur-Seine est composée de 10 communes, situées dans l'Aube et la Marne. Ses 21 929 habitants font d'elle la 246e aire urbaine de France.
3 communes de l'aire urbaine sont des pôles urbains.
Le tableau suivant détaille la répartition de l'aire urbaine sur les départements (les pourcentages s'entendent en proportion du département) :
| Département | Communes | Communes (%) | Superficie (km²) | Superficie (%) | Population (1999) | Population (%) |
| ----------- | -------- | ------------ | ---------------- | -------------- | ----------------- | -------------- |
| Aube        | 6        | 1,4          | 107,86           | 1,8            | 18 669            | 6,4            |
| Marne       | 4        | 0,6          | 43,36            | 0,5            | 3 260             | 0,6            |

## Communes
Voici la liste des communes françaises de l'aire urbaine de Romilly-sur-Seine.
| Code INSEE | Commune                      | Type                  | Département | Superficie (km²) | Population (1999) | Densité (hab./km²) |
| ---------- | ---------------------------- | --------------------- | ----------- | ---------------- | ----------------- | ------------------ |
| 10089      | Châtres                      | Commune monopolarisée | Aube        | +0015,76         | +00 000579,       | +00036,74          |
| 10164      | Gélannes                     | Commune monopolarisée | Aube        | +0012,13         | +00 000706,       | +00058,2           |
| 10220      | Maizières-la-Grande-Paroisse | Pôle urbain           | Aube        | +0020,46         | +0 0001 491,      | +00072,87          |
| 10271      | Origny-le-Sec                | Commune monopolarisée | Aube        | +0016,31         | +00 000593,       | +00036,36          |
| 10280      | Pars-lès-Romilly             | Pôle urbain           | Aube        | +0017,88         | +00 000684,       | +00038,26          |
| 10323      | Romilly-sur-Seine            | Pôle urbain           | Aube        | +0025,32         | +00014 616,       | +00577,25          |
| 51162      | Conflans-sur-Seine           | Commune monopolarisée | Marne       | +0006,14         | +00 000664,       | +00108,14          |
| 51234      | Esclavolles-Lurey            | Commune monopolarisée | Marne       | +0009,47         | +00 000548,       | +00057,87          |
| 51343      | Marcilly-sur-Seine           | Commune monopolarisée | Marne       | +0010,01         | +00 000650,       | +00064,94          |
| 51492      | Saint-Just-Sauvage           | Commune monopolarisée | Marne       | +0017,74         | +0 0001 398,      | +00078,8           |
|            | Total                        |                       |             | +0151,22         | +00021 929,       | +00145,01          |